# Jelena Karleuša
Jelena Karleuša (en serbio: Јелена Карлеуша), también conocida como JK, nació el 17 de agosto de 1978 en Belgrado, Yugoslavia, y es una cantante de  pop serbia. Desde su incursión en la industria musical en 1995, Karleuša ha lanzado diez álbumes de estudio y es considerada, junto a Svetlana Ražnatović, la "Reina del turbo-folk" serbio.
Sin embargo, la carrera musical de Karleuša ha estado estrechamente ligada a la polémica. Ha sido criticada por su apoyo a los derechos de los homosexuales, su actitud provocadora y su áspera relación con sus compañeras de profesión.[cita requerida]

## Biografía
Jelena Karleuša nació el 17 de agosto de 1978 en Belgrado, capital de, en ese momento, la República de Yugoslavia. Su padre, Dragan Karleuša, es un oficial de policía serbio que investigaba el crimen organizado y su madre, Divna, es eslovena.
En 2004, Karleuša logró el premio a la "Personalidad del año", en una ceremonia similar a los Oscar. En 2008 se casó con el futbolista internacional serbio Duško Tošić, con quien tiene dos vástagos Atina y Nika. En 2004 estuvo casada con Bojan Karić, el hijo de un empresario serbio, pero se separó a los pocos meses. Antes de Karić estuvo saliendo con un mafioso que murió tras un tiroteo de Kalashnikov.

## Carrera musical
Karleuša comenzó su carrera musical a mediados de los años 1990 y ganó una cierta popularidad con su álbum debut Ogledalce (1995), tras vender 10 000 copias en Serbia y Montenegro. La cantante serbio ha logrado situar varios de sus sencillos en el número uno de las listas balcánicas, la mayoría de ellos escritos por Marina Tucaković. Entre sus mayores éxitos se encuentran "Zovem se Jelena", "Gili Gili", "Ludača", "Nije ona, nego ja", "Još Te Volim", "Manijak", "Samo Za Tvoje Oči", "Moj Dragi", "Slatka Mala", "Upravo Ostavljena", "Nisi U Pravu", "Casino", "Tihi Ubica", "Testament", "Jedna Noć I Kajanje", "Baš Je Dobro Biti Ja", "Ko Ti To Baje" y "Insomnia". Este último sencillo acumuló 1,5 millones de descargas y su videoclip recibió cuatro millones de visitas en Youtube en dos semanas.
Considerada como una estrella en los Balcanes, y principal rival de Ceca Ražnatović, Karleuša se propuso conquistar otros mercados musicales de Turquía o Grecia y entre sus planes también figura lanzar un álbum en inglés. El 15 de mayo de 2010, tras su espectacular concierto en el Belgrado Arena All about Diva ante 10 000 espectadores, Karleuša oficializó el comienzo de su carrera internacional. El 5 de agosto de 2010 se confirmó que Jelena Karleuša y Ceca Ražnatović participarían por primera vez en una actuación para Pink TV y en un álbum de Pink Rekords, lo que significaba reunir en exclusiva a las dos estrellas y rivales del país.

## Controversias
Desde que Karleuša comenzase su carrera musical en 1995, esta y su vida personal ha estado constantemente ligada a la polémica. Ha sido criticada por su apoyo a los derechos de los homosexuales y tachada de exhibicionista, a lo que Karleuša asegura que "todo lo hago consciente y deliberadamente. Para ser una figura pública debo ser un poco exhibicionista. Atraer la atención es mi trabajo, que es una buena manera, interesante y espectacular de comercializar mi música y acercarla a las masas".
Karleuša es también conocida por su provocativa actitud y sus declaraciones poco comedidas, lo que le ha valido para granjearse el sobrenombre de "la niña de los escándalos" entre la sociedad serbia: "Además de mi belleza, intelecto y mi indudable éxito; sí, no tengo pelos en la lengua. Si esto incomoda después de todo lo que ha sucedido y lo que está sucediendo en este país, entonces creo que la figura pública de Jelena Karleuša debería impactar a los denominados puristas".
Su rivalidad con Svetlana Ražnatović por el título de "Reina del turbo-folk" serbio traspasa las fronteras musicales, ya que su padre, Dragan Karleuša, fue el responsable de la investigación anticorrupción que encontró un numeroso arsenal en la mansión de Ražnatović y que acabó, posteriormente, con la estrella serbia en la cárcel.
También Jelena ha tenido mucha controversia cuando varias de sus canciones fueron acusadas de plagio a las canciones del k-pop, sus más conocidas son el plagio a la canción "lucifer" de SHINee y el plagio a la canción "Lupin" de KARA con su canción "Insomnia".

## Discografía
- Ogledalce (1995)
- Ženite se momci (1996)
- Veštice, vile (1997)
- Jelena (1998)
- Gili, gili (1999)
- Za svoje godine (2001)
- Samo za tvoje oči (2002)
- Magija (2005)
- JK Revolution (2008)
- The Diamond Collection (2009)
- Diva (2012)